# Cities for Life
Cities for Life è un avvenimento mondiale annuale che ricorre ogni 30 novembre, anniversario della prima abolizione della pena di morte in uno stato europeo: era il 1786 e il granduca di Toscana Pietro Leopoldo firmò il codice leopoldino preparato dal giurista Pompeo Neri; il Granducato di Toscana divenne così il primo territorio con la pena capitale abolita.
La manifestazione è organizzata dalla comunità di Sant'Egidio e vi aderiscono molte città a livello mondiale che illuminano un proprio monumento in simbolo di opposizione alla pena di morte.
L'iniziativa promossa dalla Comunità di Sant'Egidio viene sostenuta da molte organizzazioni, associazioni, organizzazioni e chiese. Molti sono anche i testimonial del mondo dello spettacolo, della politica, dello sport e della cultura.
Il monumento simbolo della giornata è il Colosseo di Roma.

## Lo spot
Per sostenere la causa vengono realizzate anche alcune campagne di sensibilizzazione che vedono la partecipazione negli spot di vari personaggi del mondo dello spettacolo: Claudio Amendola, Caterina Balivo, Giulia Bevilacqua, Antonello Fassari, Fabrizio Gifuni, Max Giusti, Neri Marcorè, Trio Medusa, Giulia Michelini, Noemi, Vincenzo Salemme.